# 密脉鹅掌柴
密脉鹅掌柴（学名：Schefflera elliptica）为五加科南鹅掌柴属的植物。分布于越南以及中国大陆的贵州、云南、湖南等地，生长于海拔900米至1,500米的地区，多生长于山谷常绿阔叶林中有时附生树上，目前尚未由人工引种栽培。

## 别名
七叶莲（湖南土名）、福建鹅掌柴、兰屿鹅掌柴